# Rodrigo Cabezas
Rodrigo Cabezas Morales es un economista y político venezolano. Fue ministro de Finanzas durante la presidencia de Hugo Chávez entre 2007 y 2008, además de diputado a la II Legislatura de la Asamblea Nacional, y posteriormente miembro de la dirección nacional Partido Socialista Unido de Venezuela (PSUV) de gobierno hasta 2017, año en el que comenzó a ser crítico de la administración de Nicolás Maduro. En 2024, Cabezas apoyó al candidato opositor Edmundo González en las elecciones presidenciales del mismo año. El 12 de junio de 2025 fue detenido por funcionarios del Servicio Bolivariano de Inteligencia (SEBIN) en el sector Amparo de Maracaibo, en el estado Zulia, y trasladado a la sede la Región Estratégica de Defensa Integral (REDI). Su detención fue condenada por el Comité por la Libertad de los Presos Políticos, al igual que por políticos como Henrique Capriles, Andrés Caleca y Carlos Ocariz.